# Ordine del Sorriso
L'Ordine del Sorriso (Order Uśmiechu in lingua polacca) è un premio internazionale assegnato dai bambini agli adulti distintisi per il loro impegno a favore dell'infanzia.

## Storia
L'idea dell'Ordine del Sorriso fu proposta nel 1968 dal periodico polacco Kurier Polski, da un'ispirazione di Wanda Chotomska. Nel 1979, in occasione dell'Anno internazionale del bambino, il Segretario Generale delle Nazioni Unite Kurt Waldheim riconobbe ufficialmente l'ordine, che divenne così internazionale.
Nel 1996 a Rabka-Zdrój nel voivodato della Piccola Polonia fu aperto il Museo dell'Ordine del Sorriso. Nel 2003 si tenne un'assemblea costituente dell'Ordine del Sorriso a Świdnica e fu costruito il Centro dell'amicizia dei bambini, Świdnica viene indicata come "Capitale dei sogni dei bambini" e il 21 settembre viene dichiarato "Giornata del bambino" dell'Ordine del Sorriso.

## Il simbolo
Il logo dell'Ordine del Sorriso fu creato da una bambina di nove anni di Głuchołazy, Ewa Chrobak. Utilizzando un piatto come guida, disegnò un sole a cui aggiunse raggi irregolari e un sorriso. Il disegno fu scelto tra gli oltre 45 000 lavori inviati, ed elaborato da Szymon Kobyliński fino alla sua forma attuale.

## Decorazione
La medaglia, che rappresenta un sole sorridente, è assegnata dal capitolo internazionale dell'Ordine del Sorriso a Varsavia, ai candidati scelti dai bambini. La decorazione viene assegnata due volte all'anno, in primavera e in autunno, durante una cerimonia ufficiale. I decorati assumono il titolo di Cavalieri e Dame dell'ordine del Sorriso.

## Il capitolo

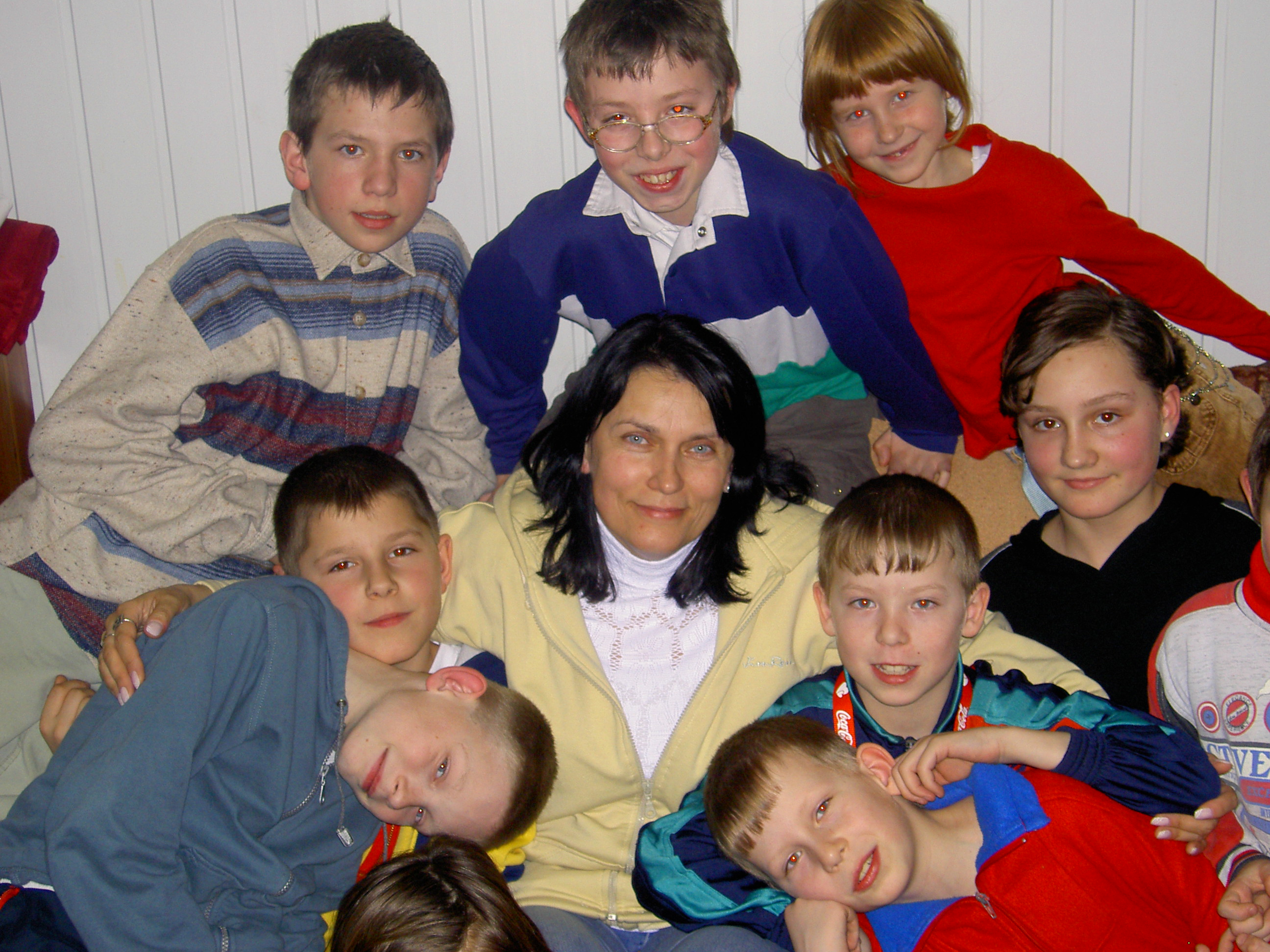
Ewa Chrobak, segretario del capitolo internazionale dell'Ordine del Sorriso, con alcuni bambini nel 2007.

Il capitolo internazionale dell'Ordine del Sorriso è composto da 59 membri, per la maggioranza di nazionalità polacca, ma include anche rappresentanti di altri paesi quali Armenia, Argentina, Australia, Belgio, Bielorussia, Canada, Francia, Georgia, Germania, Giappone, Israele, Italia, Lituania, Regno Unito, Repubblica Ceca, Romania, Russia, Serbia, Stati Uniti, Tunisia, Ucraina e Ungheria. Il capitolo è presieduto da un cancelliere dell'ordine.
Dal 16 novembre 1992 il capitolo internazionale dell'Ordine del Sorriso è registrato in Polonia come associazione.